# Kvartersdoktorn
Kvartersdoktorn är ett sjukhusprogram om en mottagning på Södermalm i Stockholm. Serien är gjord av dokumentärfilmarna Åsa Blanck och Johan Palmgren.